# Сучасна українська ілюстрація
Сучасна українська ілюстрація — ілюстрація, що супроводжує текст, виконана українськими ілюстраторами за час незалежності України. В Україні ілюстраторів часто називають[хто?] "ті, що малюють між слів". Ілюстрація – це не тільки, в загальноприйнятому розумінні, частина книжки чи проєкту, це художній витвір, технічно складний та емоційно забарвлений артоб’єкт.
Для сучасної української ілюстрації є характерним поєднання великої кількості розрізнених напрямків і стилів. За час незалежності України (від 1991 року),  на українську ілюстрацію почали активно впливати європейські та світові тенденції, почали з'являтись новаторські підходи, нові жанри, комп'ютерна графіка та комерційна ілюстрація. Починаючи з 1992 року, видавництво  «А-ба-ба-га-ла-ма-га», яке працювало з  Владиславом Єрком, Костем Лавром та іншими ілюстраторами, почали активно розвивати безпосередньо дитячу книжкову ілюстрацію, а вже у 2001 році «Видавництво Старого Лева», стали випускати ілюстровані дитячі та дорослі видання. Українська ілюстрація також має успіх і закордоном. Одними з найпопулярніших сучасних ілюстраторів є творча майстерня «Аґрафка».
Сучасна ілюстрація вже давно вийшла за межі книги. Тепер сфера застосування ілюстрація досить широка, наприклад, друковані видання (книжкові, газетні, журнальні, аркушеві – плакати, буклети, листівки, поштівки, запрошення, календарі, рекламні видання тощо), електронні видання, мультимедійні продукти, публікації інтернету, тощо. В сучасній практиці підготовки видань ілюстрування відбувається з використанням відповідного програмного забезпечення. Існують апаратні засоби для створення та оброблення ілюстрації, графічні редактори, техніки перетворення ілюстрації у цифровий формат.

## Сучасні українські ілюстратори
- Анна Хоменко
- Тетяна Цюпка
- Андріана Чуніс
- Мирослава Шевченко
- Ліза Яблонська
- Pictoric
- We bad
- 111room
- Аґрафка
- Антоніна Александрова
- Віолетта Борігард
- Оксана Була
- Євген Величев
- Наталя Гайда
- Євгенія Гайдамака
- Саша Годяєва
- Віолетта Гордієнко
- Світлана Гриб
- Анна Демченко
- Тетяна Денисенко
- Поліна Дорошенко
- Настя Жеребецька
- Анна Іваненко
- Марія Кінович
- ЛІСПРОРІС
- Христина Лукащук
- Сергій Майдуков
- Мар'яна Микитюк
- Женя Олійник
- Варвара Перекрест
- Женя Полосіна
- Інна Руда
- Ольга Протасова
- Марічка Рубан
- Віра Рублевська
- Анна Сарвіра
- Катерина Сад[3]
- Марися Рудська
- Наталка Сойко
- Юлія Соботюк
- Влада Сошкіна
- Анастасія Стефурак
- Юлія Твертіна
- Ярко Філевич
- Софія Філіпчук
- Марія Фоя[3]

## Досягнення сучасних українських ілюстраторів
У 2000 році українська ілюстраторка Наталія Музиченко увійшла до Почесного списку ілюстраторів за версією журі Літературної премії Андерсена. Вже у 2004 році Лана Королевська увійшла до Почесного списку ілюстраторів Літературної премії Андерсена. У 2012 році Володимир Штанко увійшов до Почесного списку ілюстраторів Літературної премії Андерсена. Марина Пузиренко увійшла до Почесного списку ілюстраторів Літературної премії Андерсена у 2014 році. 2017 — Надія Дойчева-Бут отримала перемогу в міжнародному конкурсі ілюстрації IJungle Illustration Awards за ілюстрацію до майбутньої книжки Анастасії Лавренішиної «Дрімучий ліс», а  книжки творчої майстерні «Аґрафка» «Голосно, тихо, пошепки» та  «Франко від А до Я» отримали нагороду BIB PLAQUE від Бієнале Ілюстрації у Братиславі. У 2020 році Тетяна Якунова перемогла у IJungle Illustration Awards у категорії комерційної ілюстрації, і в тому ж самому році  Альона Шостко перемогла у IJungle Illustration Awards в номінації Книжкова ілюстрація за книгу «Ці дивовижні українці».